# War Machine
War Machine (James Rupert "Rhodey" Rhodes) är en seriehjälte från Marvel Comics. Rhodes dök först upp i Iron Man #118 (januari 1979) av David Michelinie och John Byrne. War Machines rustning, som blev hans signatur stridsrustning, skapades av Len Kaminski och Kevin Hopgood.
År 2012 rankades War Machine på 31:a plats i IGN:s lista över "Topp 50 Avengers". Karaktären har visats i den animerade serien Iron Man, Iron Man: Armored Adventures och den animerade filmen The Invincible Iron Man. James Rhodes, överstelöjtnant i USA:s marinkår, skildrades av Terrence Howard i Iron Man, som utspelas innan Rhodes tog på sig War Machine manteln, och av Don Cheadle som överste i Iron Man 2, Iron Man 3, Avengers: Age of Ultron, Captain America: Civil War, Avengers: Infinity War, och förväntas vara med i den fjärde Avengers-filmen.

## Filmografi
- Iron Man (2008)
- Iron Man 2 (2010)
- Iron Man 3 (2013)
- Avengers: Age of Ultron (2015)
- Captain America: Civil War (2016)
- Avengers: Infinity War (2018)
- Avengers: Endgame (2019)